# نیکلاس کاستر
نیکولاس کاستر (انگلیسی: Nicolas Coster؛ زادهٔ ۳ دسامبر ۱۹۳۳) بازیگر تئاتر، بازیگر سینما، بازیگر تلویزیون اهل انگلستان است.
از فیلم‌ها یا برنامه‌های تلویزیونی که وی در آن نقش داشته‌است می‌توان به حرکت دیوانه‌وار، کنکورد … فرودگاه ۷۹، همه مردان رئیس‌جمهور، مک‌آرتور، سرخ‌ها، پرونده سرد، تایتانیک، شکارچی، ۱۷۷۶، کسب‌وکار بزرگ و مراسم عقد بتسی اشاره کرد.